# Gegants nous del Poble-sec
L'Armand de Montjuïc i la Rosa del Paral·lel, més coneguts com els Gegants nous del Poble-sec, són unes figures modernes que s'allunyen del model tradicional de la imatgeria festiva barcelonina. Ella representa una vedet del Paral·lel, vestida amb poca roba i amb unes plomes grosses i verdes a l'esquena; quan balla, entre el faldellí, deixa veure una cuixa. Ell representa un barceloní ric i elegant, client dels cabarets, que en una mà porta flors per a l'artista i en l'altra amaga un regal més valuós: un collaret de perles.
Els gegants nous són del 2001, i es van fer per jubilar les figures de les Tres Xemeneies. Són obra de l'escultor Jordi Grau, del Taller el Drac Petit de Terrassa, i s'estrenaren l'abril del mateix any en un acte al Mirador del Poble-sec.
L'Armand i la Rosa tenen ball propi, amb música composta per Carles Reig. Surten a ballar cada any, a la trobada que organitzen durant la festa major del barri, pels volts de Sant Jaume. També es deixen veure en cercaviles i trobades geganteres de més barris barcelonins, sempre acompanyats de la Colla de Geganters i Grallers del Poble-sec.